# Euxinisme
 (juin 2013).
Si vous disposez d'ouvrages ou d'articles de référence ou si vous connaissez des sites web de qualité traitant du thème abordé ici, merci de compléter l'article en donnant les références utiles à sa vérifiabilité et en les liant à la section « Notes et références ».

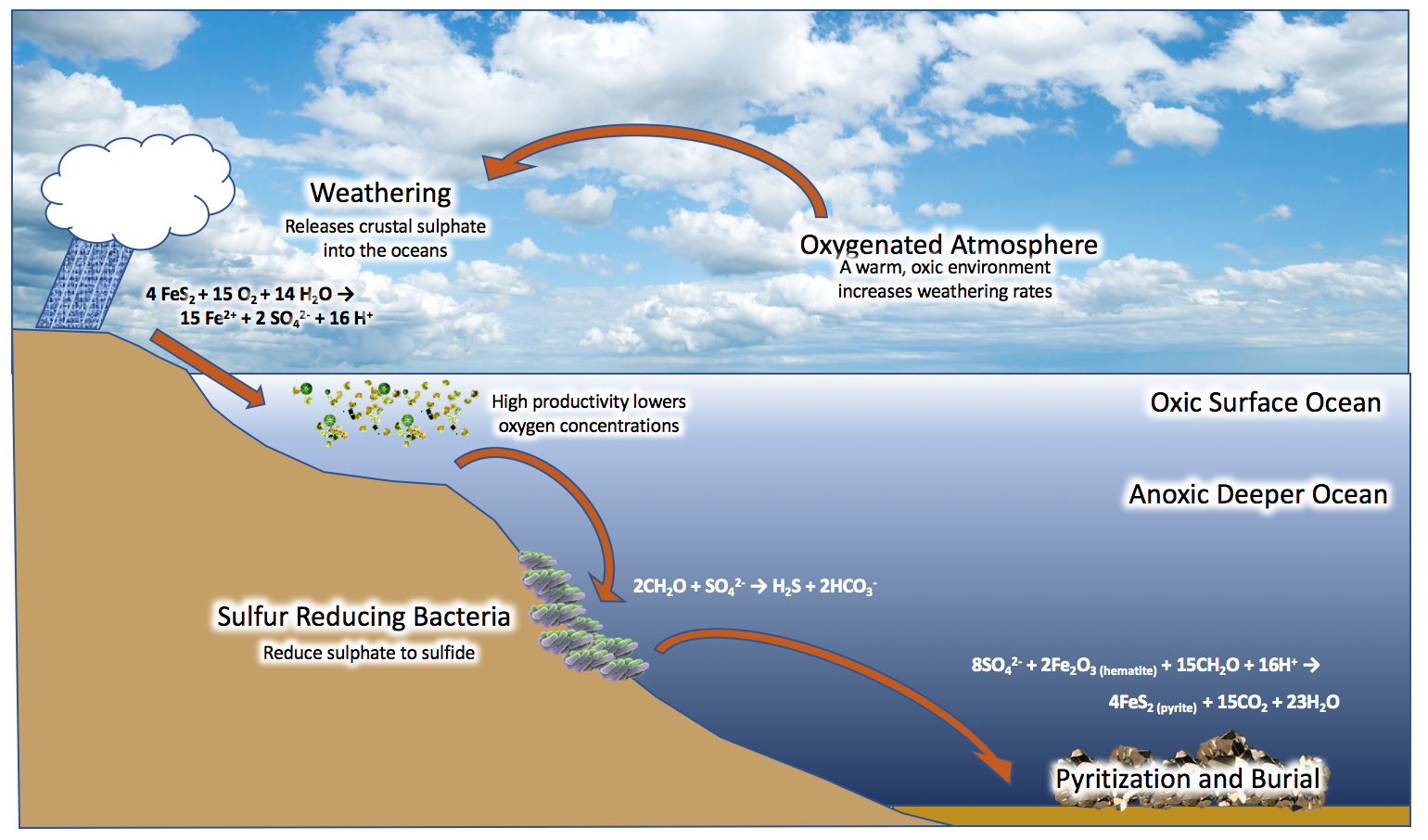
Transformation des océans en euxinisme.

L’euxinisme (terme dérivé de « Pont-Euxin », l'ancien nom de la mer Noire) correspond à l’apparition de sulfure d'hydrogène dans un système aquatique fermé (lac Tanganyka, mer Caspienne...) ou confiné (mer Noire, mer Baltique...) en raison du non-renouvellement des eaux profondes et de la disparition d'oxygène dissous en profondeur (anoxie). 
En-dessous de 200 mètres de profondeur, une chimiocline sépare généralement les eaux de surface plus oxygénées (et souvent l'objet de courants plus importants et soumises à l'effet des marées) des eaux profondes anoxiques (du fait de courants quasi-inexistants) où se développent des bactéries anaérobies, génératrices de sulfure d'hydrogène (sous forme éventuellement gazeuse, mais qui se dissout rapidement et qui acidifient l'eau).
Ces eaux profondes sont plus froides (hormis les points chauds dans les fosses ou autour de certaines fractures les plus profondes), mais sont nettement plus salines, denses, acides, turbides et sombres. Elles sont peu propices à la survie des espèces animales des eaux supérieures ou des espèces végétales et des algues chlorophylliennes qu'on peut encore voir à plus faible profondeur près des côtes. Dans certaines zones les plus profondes, elles peuvent également contenir des concentrations élevées d'hydrocarbures dissous par diffusion, issues de la décomposition des espèces marines de surface et de leur dépôt progressif sur les fonds tourbeux. Cette décomposition est favorisée par la présence des bactéries anaérobies. Les derniers éléments anorganiques (calcites, phosphates, silicates et divers oxydes métalliques) sont également précipités et conduisent avec le temps à la formation de roches hydratées sous la tourbe, dans lesquelles les hydrocarbures vont continuer à se former et à se concentrer, sous l'action de bactéries extrémophiles.